# 河津光朗
河津 光朗（かわず こうろう、1940年11月25日 - ）は、日本の陸上競技選手である。
京都市立洛陽工業高等学校工業化学科卒業後、日本大学に入学。日本大学卒業後、日本レイヨン（現在のユニチカ）に入社し競技を続ける。
1964年東京オリンピックで男子走幅跳に出場した。 